# جيم تولمي
جيم تولمي (بالإنجليزية: Jim Tolmie)‏ هو لاعب كرة قدم بريطاني في مركز نصف الجناح، ولد في 21 نوفمبر 1960 في غلاسكو في المملكة المتحدة. شارك مع منتخب اسكتلندا تحت 21 سنة لكرة القدم. أما مع النوادي، فقد لعب مع لوكيرين أوست فلانديرين ومانشستر سيتي ونادي غرينوك مورتون ونادي كارلايل يونايتد.